# Dunn (condado de Dane, Wisconsin)
Dunn es un pueblo ubicado en el condado de Dane en el estado estadounidense de Wisconsin. En el Censo de 2010 tenía una población de 4.931 habitantes y una densidad poblacional de 55,5 personas por km².

## Geografía
Dunn se encuentra ubicado en las coordenadas 42°58′25″N 89°18′48″O / 42.97361, -89.31333. Según la Oficina del Censo de los Estados Unidos, Dunn tiene una superficie total de 88.84 km², de la cual 72.49 km² corresponden a tierra firme y (18.41%) 16.36 km² es agua.

## Demografía
Según el censo de 2010, había 4.931 personas residiendo en Dunn. La densidad de población era de 55,5 hab./km². De los 4.931 habitantes, Dunn estaba compuesto por el 96.9% blancos, el 0.59% eran afroamericanos, el 0.12% eran amerindios, el 0.89% eran asiáticos, el 0% eran isleños del Pacífico, el 0.34% eran de otras razas y el 1.16% pertenecían a dos o más razas. Del total de la población el 1.99% eran hispanos o latinos de cualquier raza.